# Mapire
Mapire é uma cidade venezuelana, capital do município de José Gregorio Monagas.